# Abdij Maria Mediatrix
De Abdij Maria Mediatrix (Maria Middelares) is een voormalige abdij in de tot de Vlaams-Brabantse gemeente Affligem behorende plaats Hekelgem, gelegen aan de Aalsterse Dreef 1.

## Geschiedenis
Deze Benedictinessenabdij was bedoeld als voortzetting van de Abdij van Groot-Bijgaarden of Sint-Wivina-abdij die in 1796 werd opgeheven.
In 1919 kwam het plan om de abdij voort te zetten. Enkele zusters vertrokken naar de Abdij van Dourgne en zij kwamen in 1921 terug. Ze verbleven enige tijd in Heide en vestigden zich in 1932 definitief in Hekelgem, waar op dat moment de eerste vleugel van het klooster werd opgetrokken dat aanvankelijk de status van priorij bezat.
De kloostergemeenschap groeide snel en na de Tweede Wereldoorlog verbleven er al een 50-tal zusters. Aldus werd het klooster te klein en in 1956 werd een tweede vleugel bijgebouwd. In 1957 werd de priorij verheven tot abdij.
De abdij bleef bestaan tot 2012. Toen vertrokken de laatste overgebleven zusters naar een kleinschaliger tehuis in Leuven.
De abdijgebouwen herbergen sindsdien een zalen- en congrescentrum met de naam De Kluizerij. Op het 12 ha grote domein vindt men onder meer een wijngaard, een hoogstamboomgaard en een imkerij. Het comlex ligt op de provinciegrens van Vlaams-Brabant en Oost-Vlaanderen. In de directe nabijheid ligt het Kluizenbos